# Aeroportul Golfo de Morrosquillo
Aeroportul Golfo de Morrosquillo (IATA: TLU, ICAO: SKTL) este un aeroport din Tolú⁠(d), Sucre⁠(d), Columbia ce deservește zona Tolú⁠(d). Aeroportul a fost tranzitat în 2022 de 40.135 de pasageri.
Situat la o altitudine de 8 m, aeroportul dispune de o singură pistă.